# Atypophthalmus stylacanthus
Atypophthalmus stylacanthus là một loài ruồi trong họ Limoniidae. Chúng phân bố ở miền Cổ bắc.